# Ain’t Misbehavin’ (альбом UFO)
Ain't Misbehavin' — мини-альбом британской рок-группы UFO, выпущенный в 1988 году.

## Об альбоме
Альбом был записан в ходе тура по США в 1986 году. Незадолго до окончания тура группу покинул гитарист и клавишник Пол Рэймонд.

## Список композиций
| №                   | Название                          | Автор(ы)                             | Длительность |
| ------------------- | --------------------------------- | ------------------------------------ | ------------ |
| 1.                  | «Between a Rock and A Hard Place» | Фил Могг, Томми Макклендон           | 3:48         |
| 2.                  | «Another Saturday Night»          | Могг, Пол Грэй                       | 4:39         |
| 3.                  | «At War With the World»           | Могг, Макклендон                     | 3:05         |
| 4.                  | «Hunger in the Night»             | Могг, Макклендон, Грэй               | 4:11         |
| 5.                  | «East Money»                      | Могг, Макклендон                     | 3:38         |
| 6.                  | «Rock Boyz, Rock»                 | Могг, Макклендон, Грэй, Джим Симпсон | 3:20         |
| 7.                  | «Lonely Cities (Of the Heart)»    | Могг, Макклендон                     | 4:16         |
| Общая длительность: | Общая длительность:               | Общая длительность:                  | 26:55        |

## Участники записи
- Фил Могг — вокал
- Томми «Атомик Томми М.» Макклендон — гитара
- Пол Грэй — бас-гитара
- Джим Симпсон — ударные
- Нил Левин — продюсер